# Francis Dolarhyde
Francis Dolarhyde es un personaje de ficción de la novela de Thomas Harris, El dragón rojo. Se trata de un asesino en serie traumatizado por los horrores vividos durante su infancia, y quien cree que la serie de pinturas de El Gran Dragón Rojo de William Blake le llama para pedirle sacrificios. Es apodado por la prensa el "Hada de los dientes" (The Tooth Fairy), debido a las marcas que inflige a sus víctimas; sobrenombre que él aborrece.
En la película Manhunter de 1986 es interpretado por Tom Noonan y se le llama Francis Dollarhyde, y en la versión de 2002, Red Dragon, es interpretado por Ralph Fiennes y se llama Francis Dolarhyde.

## Historia
Nacido fuera de matrimonio sufriendo labio leporino en Misuri en 1938, Dolarhyde sufre de abuso emocional y físico severo en una serie de orfanatos y de su abuela sádica. Después de su muerte, es puesto al cuidado de su extraña madre y su marido. 

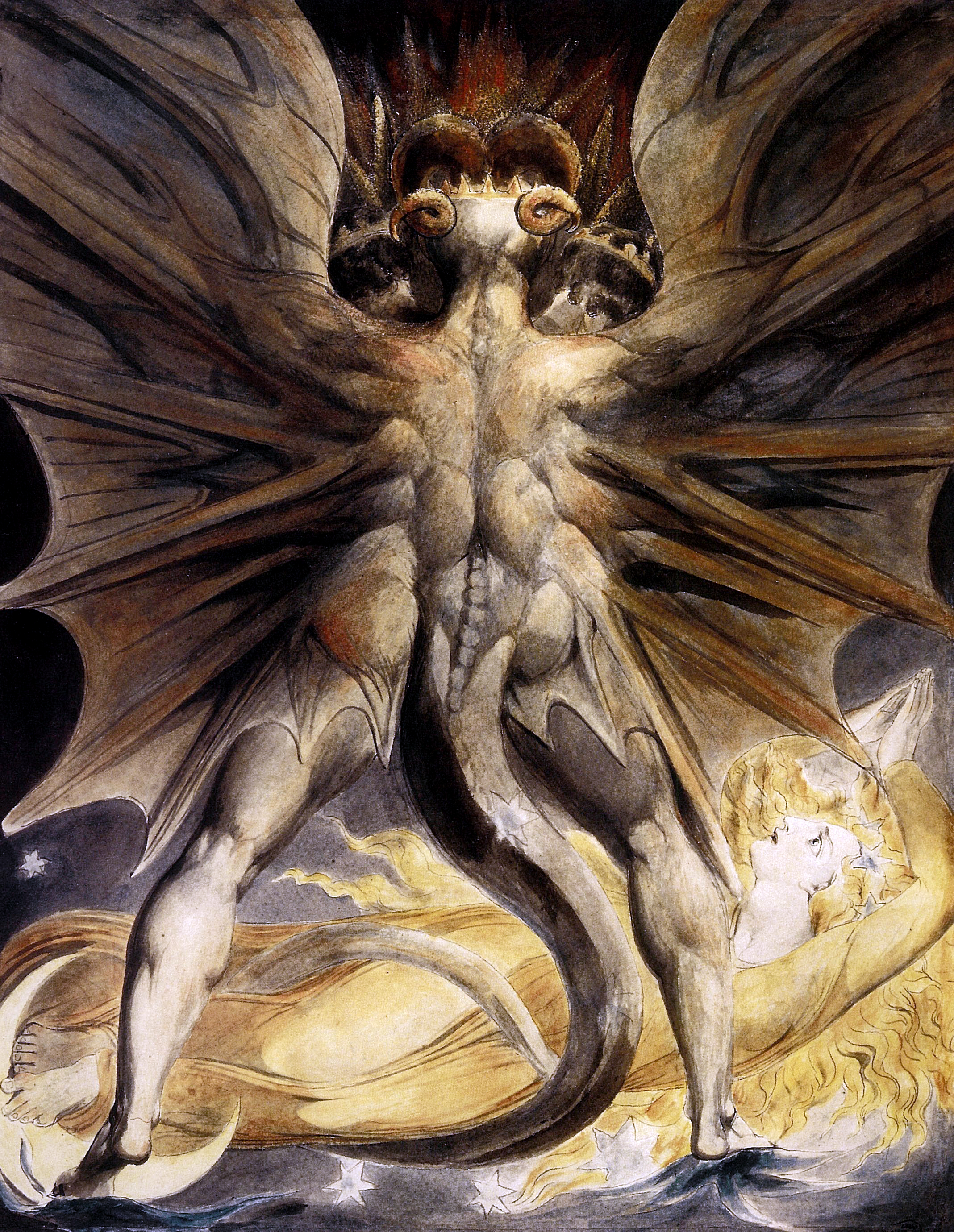
El gran dragón rojo y la mujer vestida de sol, de William Blake.

Comenzó a mostrarse violento desde muy joven torturando animales. Tras destruir una casa a los diecisiete años es alistado en el ejército. Desarrolla un desorden de personalidad múltiple, su otra violenta personalidad que se manifiesta como un ser monstruoso que Dolarhyde vino a llamar el "Sistema del Gran Dragón". Dragón Rojo finalmente, con motivo de una pintura realizada por Blake, titulada El gran dragón rojo y la mujer vestida de sol.
Dolarhyde empezó su matanza en 1978 asesinando a dos familias dentro de un mes, ambos crímenes que se comprometen adelante o cerca de una luna llena. Él creyó que matando a las personas (o "transformándolos", como él lo llamó) él podría volverse el Dragón Rojo totalmente. Él tenía un tatuaje grande del dragón en su espalda, y dos juegos de dientes falsos; uno de ellos normal para su vida personal, el otro torcido y usado de repente para sus matanzas.
El investigador del de FBI Will Graham salió de jubilación temprana para ayudar en su captura. Graham había capturado al Dr. Hannibal Lecter, psiquiatra canibalístico y asesino en serie que Dolarhyde idolatró previamente. Graham visitó a Lecter en el Hospital Forense de Baltimore, esperando que el doctor podría ayudar a identificar al Dragon Rojo, o por lo menos ayude creando un perfil psicológico. Siguiendo esta reunión, Lecter ayudó a enviar la dirección de Graham a Dolarhyde en código.
En el transcurso de la novela, Dolarhyde se enamoró de una mujer ciega llamada Reba McClane. Al principio su relación logró sofocar sus impulsos asesinos, lo cual enfureció la otra parte de su psique, por lo que desesperado voló a Nueva York, donde se comió la pintura de Blake para destruir el Dragón Rojo interno. Por el contrario, esa actuación solo empeoró las cosas, pues acosado por la personalidad violenta y los celos, opta por matar a Ralph Mandy, a quien identifica como su amante, y secuestrar a Reba para salvarla del Dragón Rojo. Su estrategia consiste en matarla de un disparo para no sea su parte violenta quien la mate a mordiscos.

## Adaptación cinematográfica

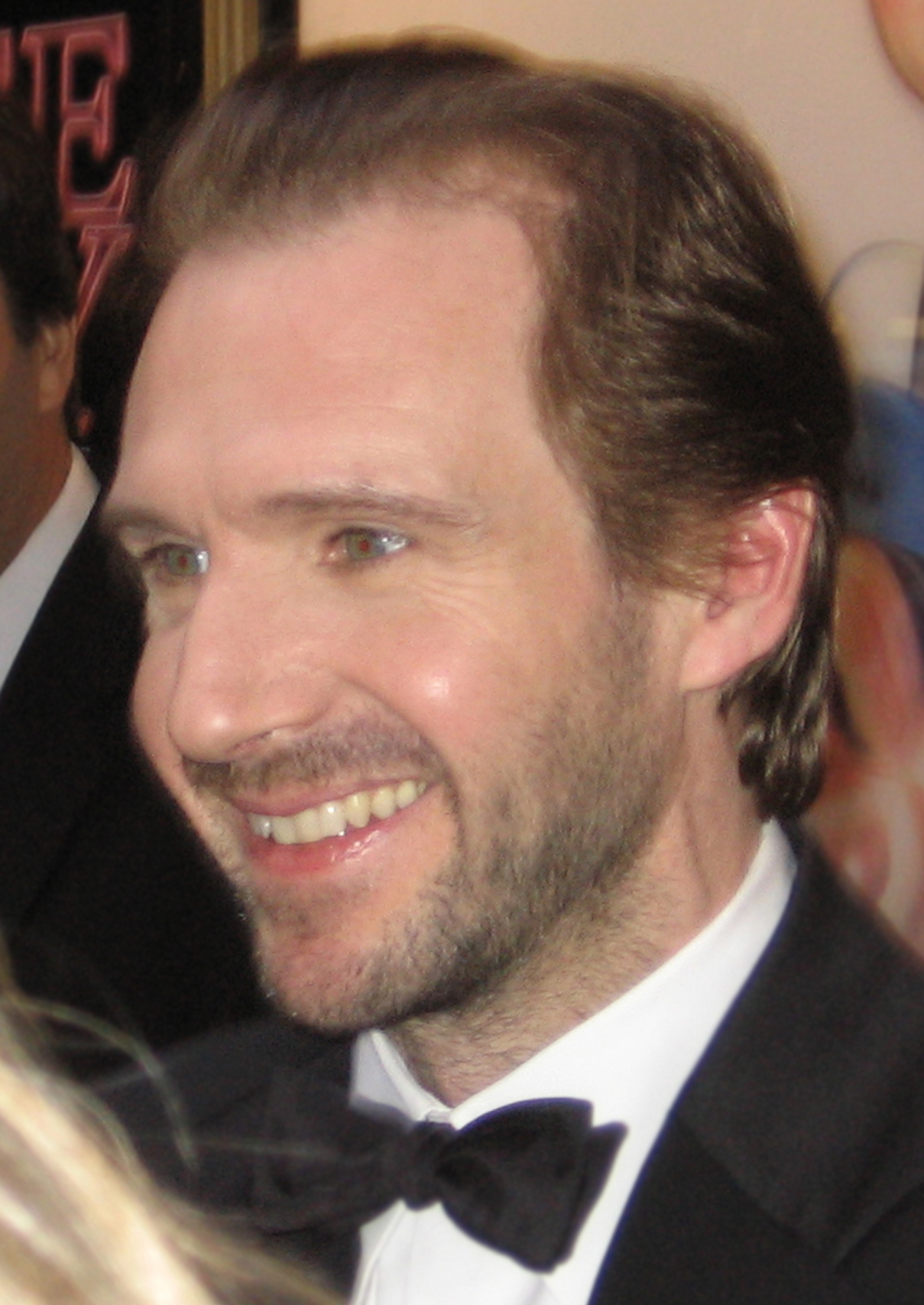
Ralph Fiennes interpretó a Dolarhyde en Red Dragon.

Se realizó una adaptación al cine del libro con el nombre de Manhunter en 1986 dirigida por Michael Mann, protagonizada por William Petersen, Kim Greist y Joan Allen y coprotagonizada por Dennis Farina y Brian Cox interpretando al Dr. Hannibal Lecter en su primera aparición cinematográfica, más tarde interpretado por Anthony Hopkins como Hannibal Lecter en tres películas siguientes, y Gaspard Ulliel como un joven Lecter en un film más. Tom Noonan interpretaba a Dolarhyde en esa primera adaptación.
Posteriormente se realizó una nueva adaptación titulada Red Dragon dirigida por Brett Ratner contando con la actuación de varias estrellas estadounidenses y europeas. Edward Norton, Anthony Hopkins y Ralph Fiennes interpretaron a los protagonistas de la novela. A su vez, actores como Harvey Keitel, Emily Watson y Philip Seymour Hoffman encarnaron personajes secundarios y de tercer orden.
En la serie de televisión Hannibal emitida por el canal estadounidense NBC, el personaje es interpretado por el actor británico Richard Armitage.
La novela y las películas presentan algunas diferencias. La cinta omite algunos rasgos acerca de Dolarhyde, entre ellos el bigote que le cubre el labio superior.
En el sitio web Rotten Tomatoes, Red Dragon cuenta con una aceptación crítica del 68%.